# 临江府 (吉林省)
临江府，清朝末期设置的府，属于吉林省。
光绪三十二年（1906年）正月，以三姓城拉哈苏苏设临江州，治今黑龙江省同江市同江镇。属依蘭府。宣统元年（1909年）四月，临江州升为临江府，八月临江府直属东北路道。中华民国二年（1913年）废临江府，改置临江县。次年因与奉天省临江县重名，改同江县。